# Tsukigata
Tsukigata (月形町?) è una cittadina giapponese della prefettura di Hokkaidō.